# 切里克里克鎮區 (內布拉斯加州水牛縣)
切里克里克鎮區（英語：Cherry Creek Township）是位於美國內布拉斯加州水牛縣的一個行政鎮區。

## 地方資料
切里克里克鎮區的面積為92.90平方千米，當中陸地面積為92.29平方千米，而水域面積為0.61平方千米。根據2020年美國人口普查的數據，當地共有人口115人，而人口密度為每平方千米1.24人。